# Gelbflügelsittich
Der Gelbflügelsittich (Brotogeris chiriri) auch Kanarienflügelsittich ist eine Art der Neuweltpapageien. Die Art ist eng verwandt mit dem Weißflügelsittich und es war lange Zeit umstritten, ob es sich tatsächlich um eigenständige Arten handelt oder ob nicht der Gelbflügelsittich als Unterart des Weißflügelsittichs einzuordnen ist.
Der Gelbflügelsittich kommt ausschließlich in Südamerika vor und gilt nach Einschätzung der IUCN als nicht gefährdete Art.

## Erscheinungsbild
Der Gelbflügelsittich erreicht eine Körperlänge von 22 Zentimetern. Wie für Schmalschnabelsittiche charakteristisch, ist das Gefieder überwiegend grün. Die großen Flügeldecken sind gelb, die Handdecken und die Handschwingen sind blaugrün. Der Schnabel ist bräunlich. Die dunklen Augen sind von einem weißlichen unbefiederten Augenring umschlossen.

## Verbreitungsgebiet und Verhalten
Das Verbreitungsgebiet des Gelbflügelsittichs ist groß und erstreckt sich über 3,8 Millionen Quadratkilometer. Es erstreckt sich südlich des Mündungsgebietes des Amazonas von der Mitte Brasiliens bis in den Süden von Bolivien, nach Paraguay und in den Norden von Los Angeles. 
Ähnlich wie beim Weißflügelsittich gibt es mehrere eingeführte Populationen in Nordamerika. Gelbflügelsittiche leben im Gebiet von Los Angeles, San Francisco und Miami und scheinen sich dort besser zu etablieren als der Weißflügelsittich. Ebenfalls eingeführt ist die Art im Stadtzentrum von Rio de Janeiro. 
Zum Nahrungsspektrum des Gelbflügelsittichs zählen Sämereien und Früchte. Es sind Höhlenbrüter. Die Brutdauer beträgt etwa 26 Tage. Es brütet allein das Weibchen.

## Unterarten
Es sind zwei Unterarten bekannt:
- Brotogeris chiriri chiriri (Vieillot, 1818)[5] kommt im nordöstlichen, zentralen und südöstlichen Brasilien, im nördlichen Bolivien, in Paraguay und dem nördlichen Argentinien vor.
- Brotogeris chiriri behni Neumann, 1931[6] ist im zentralen und südlichen Bolivien verbreitet.

## Etymologie und Forschungsgeschichte
Die Erstbeschreibung des Gelbflügelsittichs erfolgte 1818 durch Louis Pierre Vieillot unter dem Namen Psittacus chiriri. Als Verbreitungsgebiet nannte er Paraguay basierend auf Maracaná del ala amarilla. 1825 führte Nicholas Aylward Vigors die für die Wissenschaft neue Gattung Brotogeris ein. Dieser Begriff leitet sich von dem altgriechischen Wort brotos βροτος für „Mensch“ und γηρυς gērys für „Stimme“ ab. Der Artname ist in der Guaraní-Sparche der Name des Gelbflügelsittichs. »Behni« ist Wilhelm Friedrich Georg Behn (1808–1878) gewidmet. Alfred Laubmann sah in seinem Werk Die Vögel von Paraguay die Art noch als Unterart des Weißflügelsittichs (Brotogeris versicolurus chiriri).

## Haltung in menschlicher Obhut
Gelbflügelsittiche wurden das erste Mal 1868 nach Europa eingeführt. Für eine artgerechte Haltung ist eine mindestens paarweise Haltung in Volieren notwendig. Sie können gegenüber anderen Vögeln sehr aggressiv sein und eignen sich daher nicht für eine Gesellschaftshaltung.

## Belege